# Koppo-jutsu
Koppojutsu, ou koppo-jutsu, (em japonês:  骨法術, Koppōjutsu) é uma arte marcial japonesa, oficialmente reconhecida pelo instituto Butoku-kai como patrimônio da cultura nipônica, cujo cerne concentra-se em atacar os ossos por intermédio de golpes contundentes e alavancas.
O Koppojutsu é uma das 5 técnicas que se dividem o Budo Taijutsu.